# Байєт
Байє́т (каз. Бәйет) — село у складі Екібастузької міської адміністрації Павлодарської області Казахстану. Адміністративний центр Байєтського сільського округу.
Населення — 743 особи (2021; 1439 у 2009, 1516 у 1999, 819 у 1989).
Національний склад станом на 1989 рік:
- казахи — 79 %